# Municipio de La Reforma
El municipio de La reforma es uno de los 570 municipios que conforman al estado mexicano de Oaxaca. Pertenece al distrito de Putla, dentro de la Región Sierra Sur. Su cabecera es la localidad homónima.

## Geografía
El municipio abarca 232.26 km² y se encuentra a una altitud promedio de 804 m s. n. m., oscilando entre 500 y 2100 m s. n. m.

## Demografía
De acuerdo al último censo, realizado por el INEGI en 2010, en el municipio habitan 3331 personas repartidas entre 13 localidades.
Cabe mencionar que gran parte  de la población debido  a la falta de empleo, se ve forzada a emigrar a los Estados Unidos.